# (40775) Kalafina
(40775) Kalafina est un astéroïde de la ceinture principale.

## Description
(40775) Kalafina est un astéroïde de la ceinture principale. Il fut découvert le 5 octobre 1999 à l'observatoire Goodricke-Pigott par Roy A. Tucker. Il présente une orbite caractérisée par un demi-grand axe de 2,73 UA, une excentricité de 0,06 et une inclinaison de 1,2° par rapport à l'écliptique.
Il est nommé d'après le trio japonais Kalafina.